# Арбат (ресторан)
«Арба́т» — ресторан и культурно-развлекательный центр в Москве. Адрес: улица Новый Арбат, дом 21.

## История
Открыт в 1967 году на недавно проложенном в Москве Калининском проспекте. На то время считался самым крупным рестораном в Европе, был занесён в Книгу рекордов Гиннесса. Стал одной из достопримечательностей новой Москвы, пользовался популярностью у москвичей и гостей столицы, входил в список объектов туристических маршрутов Москвы.
В 1972 году в преддверии празднования 50-летия СССР японскими специалистами на ресторане была установлена знаменитая реклама «Глобус Аэрофлота» с подсвеченными маршрутами Аэрофлота и вращающимся самолётом Ту-144. В 1990-х годах «Глобус Аэрофлота» был переделан в рекламу «Альфа-банка».
Первоначальный штат сотрудников составлял около 1000 человек. В меню «Арбата» были представлены блюда классической русской кухни, ресторану была присвоена категория «люкс».
По замыслу создателей, «Арбат» должен был играть роль культурно-развлекательного центра. В ресторанном зале имелась сцена и большая танцевальная площадка, под основным залом размещался ночной ресторан «Лабиринт», просуществовавший до 1970-х годов. В «Арбате» играл джазовый оркестр, шла программа варьете (единственная в Москве). На сцене «Арбата» начинали петь многие известные артисты: Сергей Захаров, Ирина Аллегрова, Марина Хлебникова. Для некоторых певцов сцена ресторана стала основной площадкой.
В экономических условиях «новой России» в ресторане было устроено казино. В 2009 году одновременно с другими казино на территории РФ оно было закрыто.
В помещениях ресторана были открыты грузинский ресторан и «Arbat Hall», где проводятся концерты и корпоративные мероприятия. В какой-то степени интерьер советских времён был сохранён, однако в целом это уже совсем другое заведение